# Horst Reibetanz
Horst Reibetanz (* 15. Oktober 1924; † 15. November 2001) war ein deutscher Berufspädagoge, Kulturwissenschaftler und Hochschullehrer.

## Leben und Werk
Horst Reibetanz studierte und erwarb den Abschluss als Diplom-Gewerbelehrer (Dipl.-Gwl.) An der Technischen Hochschule Dresden wurde er mit der Wahrnehmung der Professur für Berufsschulmethoden der Maschinenwesens beauftragt. Zuletzt war er als Professor an der Fakultät für Berufspädagogik und Kulturwissenschaften der Technischen Universität Dresden tätig, wo er für die Ausbildung von
Berufsschullehrern für Maschinenwesen zuständig war. In dieser Zeit habilitierte er sich 1968 an der TU Dresden zum Prof. Dr. paed. habil.

## Schriften (Auswahl)
- Zur Übertragbarkeit von Lehrmethoden des Fachkundeunterrichts auf die Behandlung theoretischer Lehrstoffe im berufspraktischen Unterricht. Dresden 1964.
- (mit Horst Kuschel): Theoretische Elektrotechnik. Ilmenau 1965.
- Methodik berufstheoretischer Unterricht Maschinenwesen. Lehrbrief 1. Berlin 1965.
- Methodik berufstheoretischer Unterricht Maschinenwesen. Lehrbrief 2. Berlin 1965.
- Die analytisch-synthetische Lehrmethode im beruflichen Unterricht des Maschinenwesens. Dresden 1968.
- Methodik berufstheoretischer Unterricht Maschinenwesen. Berlin 1972.